# Łotwa na Zimowych Igrzyskach Olimpijskich 1924
Reprezentacja Łotwy na Zimowych Igrzyskach Olimpijskich 1924 w Chamonix liczyła dwóch zawodników – jednego łyżwiarza i jednego biegacza. Był to pierwszy w historii start reprezentacji Łotwy na zimowych igrzyskach olimpijskich.

## Wyniki

### Biegi narciarskie

#### Bieg mężczyzn na 18 km
| Zawodnik      | Czas | Miejsce | Źródło |
| ------------- | ---- | ------- | ------ |
| Roberts Plūme | DNF  | -       | [ 1 ]  |

#### Bieg mężczyzn na 50 km
| Zawodnik      | Czas | Miejsce | Źródło |
| ------------- | ---- | ------- | ------ |
| Roberts Plūme | DNF  | -       | [ 2 ]  |

### Łyżwiarstwo szybkie

#### 500 metrów mężczyzn
| Zawodnik      | Czas | Miejsce | Źródło |
| ------------- | ---- | ------- | ------ |
| Alberts Rumba | 48.8 | 16.     | [ 3 ]  |

#### 1500 metrów mężczyzn
| Zawodnik      | Czas   | Miejsce | Źródło |
| ------------- | ------ | ------- | ------ |
| Alberts Rumba | 2:32.0 | 10.     | [ 4 ]  |

#### 5000 metrów mężczyzn
| Zawodnik      | Czas   | Miejsce | Źródło |
| ------------- | ------ | ------- | ------ |
| Alberts Rumba | 9:14.4 | 11.     | [ 5 ]  |

#### 10000 metrów mężczyzn
| Zawodnik      | Czas    | Miejsce | Źródło |
| ------------- | ------- | ------- | ------ |
| Alberts Rumba | 19:14.6 | 11.     | [ 6 ]  |

#### Wielobój mężczyzn
| Zawodnik      | Punkty | Czas   | Miejsce | Źródło |
| ------------- | ------ | ------ | ------- | ------ |
| Alberts Rumba | 27     | 212,64 | 7.      | [ 7 ]  |